# 마쓰다이라 야스나오 (히사마쓰 마쓰다이라가)
마쓰다이라 야스나오(일본어: 松平康尚, 1623년 6월 30일 ~ 1696년 3월 10일)는 에도 시대 전기부터 중기까지의 다이묘이다. 시모쓰케 나스 번주, 이세 나가시마번 초대 번주를 지냈다.
오가키번주 마쓰다이라 다다요시의 삼남으로 태어났다. 고모로번주였던 형 노리나가가 후사없이 사망하여 고모로 번은 개역당하였지만 고모로 번 히사마쓰 마쓰다이라가는 도쿠가와 이에야스의 동생가문이라는 이유로 폐문은 면하고 노리나가의 뒤를 동생인 야스나오가 이었고 나스 번 1만석을 하사 받게 된다.
| 전임 막부령(나스 스케시게) | 나스 번 번주 (히사마쓰 마쓰다이라가) 1648년 ~ 1649년 | 후임 막부령(나스 스케미쓰) |

| 전임 막부령(스가누마 사다요시) | 제1대 나가시마번 번주 (히사마쓰 마쓰다이라가) 1649년 ~ 1685년 | 후임 마쓰다이라 다다미쓰 |